# Oxycilla mitographa
Oxycilla mitographa är en fjärilsart som beskrevs av Augustus Radcliffe Grote 1873. Oxycilla mitographa ingår i släktet Oxycilla och familjen nattflyn. Inga underarter finns listade i Catalogue of Life.